# Isognathus menechus
Isognathus menechus là một loài bướm đêm thuộc họ Sphingidae. Loài này có ở Cuba tới Bolivia, Argentina và Brasil.
Mỗi năm loài này có thể có nhiều thế hệ.
Ấu trùng ăn loài thực vật Himatanthus lancifolius.